# Löytöjärvi (sjö i Norra Karelen)
Löytöjärvi är en sjö i Finland. Den ligger i kommunen Joensuu i landskapet Norra Karelen, i den sydöstra delen av landet, 400 km nordost om huvudstaden Helsingfors. Löytöjärvi ligger 135,2 meter över havet. Den är 14,7 meter djup. Arean är 1,32 kvadratkilometer och strandlinjen är 7,69 kilometer lång. Sjön  ingår i Jänisjokis huvudavrinningsområde.   I omgivningarna runt Löytöjärvi växer i huvudsak blandskog. Den sträcker sig 1,8 kilometer i nord-sydlig riktning, och 1,9 kilometer i öst-västlig riktning.